# Aconodes subaequalis
Aconodes subaequalis là một loài bọ cánh cứng trong họ Cerambycidae.